# Comunità montana
Una comunità montana è un ente territoriale locale italiano istituito con legge 3 dicembre 1971, n. 1102 e ora disciplinato dall'art. 27 del d. lgs. 18 agosto 2000, n. 267 (testo unico sugli enti locali): si tratta di un ente pubblico ad appartenenza obbligatoria, costituito con provvedimento del presidente della giunta regionale tra comuni montani e pedemontani, anche appartenenti a province diverse, con lo scopo di valorizzare le zone montane, per l'esercizio di funzioni proprie, conferite, nonché l'esercizio associato di funzioni comunali.

## Riferimenti legislativi

### Decreto legislativo N. 267/2000, art. 27. Natura e ruolo
1. Le comunità montane sono unioni di comuni, enti locali costituiti fra comuni montani e parzialmente montani, anche appartenenti a province diverse, per la valorizzazione delle zone montane per l'esercizio di funzioni proprie, di funzioni conferite e per l'esercizio associato delle funzioni comunali.
2. La comunità montana ha un organo rappresentativo e un organo esecutivo composti da sindaci, assessori o consiglieri dei comuni partecipanti. Il presidente può cumulare la carica con quella di sindaco di uno dei comuni della comunità. I rappresentanti dei comuni della comunità montana sono eletti dai consigli dei comuni partecipanti con il sistema del voto limitato garantendo la rappresentanza delle minoranze.
3. La regione individua, concordandoli nelle sedi concertative di cui all'articolo 4, gli ambiti o le zone omogenee per la costituzione delle comunità montane, in modo da consentire gli interventi per la valorizzazione della montagna e l'esercizio associato delle funzioni comunali. La costituzione della comunità montana avviene con provvedimento del presidente della giunta regionale.
4. La legge regionale disciplina le comunità montane stabilendo in particolare:
a) le modalità di approvazione dello statuto;
b) le procedure di concertazione;
c) la disciplina dei piani zonali e dei programmi annuali;
d) i criteri di ripartizione tra le comunità montane dei finanziamenti regionali e di quelli dell'Unione europea;
e) i rapporti con gli altri enti operanti nel territorio.
5. La legge regionale può escludere dalla comunità montana i comuni parzialmente montani nei quali la popolazione residente nel territorio montano sia inferiore al 15 per cento della popolazione complessiva, restando sempre esclusi i capoluoghi di provincia e i comuni con popolazione complessiva superiore a 40.000 abitanti. L'esclusione non priva i rispettivi territori montani dei benefici e degli interventi speciali per la montagna stabiliti dall'Unione europea e dalle leggi statali e regionali. La legge regionale può prevedere, altresì, per un più efficace esercizio delle funzioni e dei servizi svolti in forma associata, l'inclusione dei comuni confinanti, con popolazione non superiore a 20.000 abitanti, che siano parte integrante del sistema geografico e socioeconomico della comunità.
6. Al comune montano nato dalla fusione dei comuni il cui territorio coincide con quello di una comunità montana sono assegnate le funzioni e le risorse attribuite alla stessa in base a norme comunitarie, nazionali e regionali. Tale disciplina si applica anche nel caso in cui il comune sorto dalla fusione comprenda comuni non montani. Con la legge regionale istitutiva del nuovo comune si provvede allo scioglimento della comunità montana.
7. Ai fini della graduazione e differenziazione degli interventi di competenza delle regioni e delle comunità montane, le regioni, con propria legge, possono provvedere ad individuare nell'ambito territoriale delle singole comunità montane fasce altimetriche di territorio, tenendo conto dell'andamento orografico, del clima, della vegetazione, delle difficoltà nell'utilizzazione agricola del suolo, della fragilità ecologica, dei rischi ambientali e della realtà socio-economica.
8. Ove in luogo di una preesistente comunità montana vengano costituite più comunità montane, ai nuovi enti spettano nel complesso i trasferimenti erariali attribuiti all'ente originario, ripartiti in attuazione dei criteri stabiliti dall'articolo 36 del decreto legislativo 30 dicembre 1992, n. 504, e successive modificazioni.
La comunità montana svolge le medesime funzioni di un'unione comunale e per la sua costituzione si richiede l'individuazione di ambiti o zone omogenee, previa concertazione con gli enti locali, riservata alla regione, a cui spetta pure il compito di porre la disciplina legislativa della comunità. I comuni interessati possono eventualmente fondersi in un unico comune montano.
Ai sensi dell'art. 28 del Testo Unico sugli Enti Locali alle comunità montane spettano funzioni attribuite dalla legge e gli interventi per la montagna stabiliti dall'Unione europea o dalle leggi statali o regionali. Inoltre spetta loro l'esercizio associato di funzioni proprie dei comuni o a questi delegate dalla regione e concorrono alla formazione del piano territoriale di coordinamento.

### Legge 267/2000, art. 28. Funzioni
1. L'esercizio associato di funzioni proprie dei comuni o a questi conferite dalla regione spetta alle comunità montane. Spetta, altresì, alle comunità montane l'esercizio di ogni altra funzione ad esse conferita dai comuni, dalla provincia e dalla regione.
2. Spettano alle comunità montane le funzioni attribuite dalla legge e gli interventi speciali per la montagna stabiliti dalla Unione europea o dalle leggi statali e regionali.
3. Le comunità montane adottano piani pluriennali di opere ed interventi e individuano gli strumenti idonei a perseguire gli obiettivi dello sviluppo socioeconomico, ivi compresi quelli previsti dalla Unione europea, dallo Stato e dalla regione, che possono concorrere alla realizzazione dei programmi annuali operativi di esecuzione del piano.
4. Le comunità montane, attraverso le indicazioni urbanistiche del piano pluriennale di sviluppo, concorrono alla formazione del piano territoriale di coordinamento.
5. Il piano pluriennale di sviluppo socioeconomico ed i suoi aggiornamenti sono adottati dalle comunità montane ed approvati dalla provincia secondo le procedure previste dalla legge regionale.
6. Gli interventi finanziari disposti dalle comunità montane e da altri soggetti pubblici a favore della montagna sono destinati esclusivamente ai territori classificati montani.
7. Alle comunità montane si applicano le disposizioni dell'articolo 32, comma 5.
Le comunità montane contano, a livello organizzativo, di:
- un organo rappresentativo, i cui membri sono eletti dai consigli comunali dei comuni partecipanti[1];
- un organo esecutivo, formato da sindaci, assessori o consiglieri dei comuni partecipanti.

I medesimi poteri delle comunità montane si estendono anche alle comunità isolane o di arcipelago.

### Legge 267/2000, art. 29. Comunità isolane o di arcipelago
1. In ciascuna isola o arcipelago di isole, ad eccezione della Sicilia e della Sardegna, ove esistono più comuni può essere istituita, dai comuni interessati, la comunità isolana o dell'arcipelago, cui si estendono le norme sulle comunità montane.

## Le comunità montane in Italia
In Italia le comunità montane furono oggetto di forti discussioni. In Sicilia sono state abolite nel 1986. In Friuli-Venezia Giulia sono state abolite nel 2001, reintrodotte nel 2004, e abolite nuovamente il 1º agosto 2016 in seguito all'applicazione della L.R. 10/2016. A partire dal 1º gennaio 2021 entrano in vigore le cosiddette Comunità di montagna, identiche alle comunità montane per funzioni e normative, leggermente diverse dalle Comunità soppresse nel 2016 in termini di estensione territoriale. In Sardegna sono state abolite nel corso del 2007. Il Molise, dopo aver proposto una riduzione, le ha abolite. Anche in Lombardia dal 2009 le comunità montane calano da 30 a 23. La Puglia le aveva abolite, ma la Corte Costituzionale ha dichiarato parzialmente illegittimo tale atto. In Liguria sono state ridotte da 19 a 12 nel 2009 e in seguito soppresse dal 1º maggio 2011.
Le comunità montane in Piemonte, dopo una riorganizzazione nel 2010, sono state soppresse con la Legge regionale 28 settembre 2012, n. 11.
L’ex Commissario alla spending review, il Prof. Carlo Cottarelli, propose un forte ridimensionamento di questo ente, nella direzione di una contrazione degli eccessi di spesa pubblica.

## Denominazione nelle lingue minoritarie d'Italia
Nelle regioni a statuto speciale che beneficiano di un regime di bilinguismo, la denominazione Comunità montana è stata resa nelle seguenti varianti:
- Per la Valle d'Aosta, bilingue italiano/francese, la dicitura in francese è stata Communauté de montagne fino al 2014 compreso, con l'aggiunta di Berggemeinschaft (raro) per i comuni trilingui italiano/francese/walser di Gressoney-Saint-Jean, Gressoney-La-Trinité e Issime, nell'alta valle del Lys. Dal 2015, ai sensi della LR n.6 del 5/8/2014[6], le comunità montane valdostane sono state abolite e sostituite dalle Unités de communes valdôtaines, dicitura unica utilizzata anche in italiano, con l'aggiunta di Union der Aostataler Walsergemeinden per i comuni trilingui italiano/francese/tedesco dell'alta valle del Lys;
- Per la provincia autonoma di Bolzano, bilingue italiano/tedesco, la dicitura in italiano Comunità comprensoriale è tradotta in tedesco come Bezirksgemeinschaft;
- In Friuli-Venezia Giulia, per la Comunità montana del Torre, Natisone e Collio, che raggruppa comuni delle ex province di Gorizia e Udine il cui statuto prevede il bilinguismo italiano/sloveno, Gorska skupnost; per le comunità delle province di Udine e Pordenone (la Comunità montana del Friuli Occidentale, la Comunità montana del Gemonese, Canal del Ferro e Val Canale e la Comunità montana del Friuli Occidentale), che raggruppano comuni il cui statuto prevede il bilinguismo italiano/friulano, Comunitât montane o Comunitât di mont.

## Onorificenze
- Conferita l'11 ottobre 2010 all'Unione nazionale comuni comunità enti montani: